# Epalpus jaennickei
Epalpus jaennickei là một loài ruồi trong họ Tachinidae.